# Prionostemma transversale
Prionostemma transversale is een hooiwagen uit de familie Sclerosomatidae.